# Joy Tobing
Joy Destiny Tiurma Tobing (ur. 20 marca 1980 w Dżakarcie) – indonezyjska piosenkarka, która wygrała pierwszy sezon programu Indonesian Idol (2004).

## Dyskografia
- Didia
- Pada Kaki Salib-Mu (wraz z siostrą Jelitą Tobing)
- Praise & Worship (kompilacja)
- Wave Of Worship (kompilacja)
- Katakan Salahku
- Joy
- The Song Of Joy
- Indonesian Idol: Indonesian All-Time Hits (kompilacja)
- Terima Kasih (2004)
- Rise (2005)
- Mujizat Itu Nyata (2006)
- Faithful (2008)